# Confederación Sindical Gremial del Uruguay
La Confederación Sindical Gremial del Uruguay (CSGU) es una organización sindical uruguaya.
Fue fundada en 2015 sobre la base de grupos escindidos del PIT-CNT (que, hasta ese momento, había nucleado a la totalidad de los sindicatos uruguayos).
Está integrada por:
- Coordinadora de Jubilados y Pensionistas del Uruguay (COJUPE)
- Sindicato Ferroviario del Uruguay (SFU)
- Sindicato del Ministerio de Industria, Energía y Minería (SIMIEM)
- Sindicato de Trabajadores de la Enseñanza (STE)
- Sindicato de Trabajadores del Transporte (STT)
- Empleados de COMAG-ECOS
- Sindicato de Trabajadores de la Seguridad Privada (STSP)
- Sindicato de la Industria Mecánica, el Transporte y Afines (SIMTRA)
- Sindicato de Trabajadores de SECOM (STSECOM)

Su personería jurídica está en trámite. Su sede provisoria está en la calle Jackson de Montevideo.